# Braidismus
Braidismus bezeichnet die Methode, einen hypnotischen Schlaf durch die Fixierung eines pendelnden oder festen Gegenstandes zu induzieren. Der Begriff geht auf den Arzt James Braid zurück und war besonders im englischsprachigen Raum verbreitet. In Deutschland wurde er anfangs synonym zu Hypnotismus benutzt, später vor allem zur Beschreibung von Braids Technik der optischen Fixation.